# Política de l'Azerbaidjan
La política de l'Azerbaidjan és el conjunt de condicions i administratives que les lleis de l'Azerbaidjan dicten per al funcionament que els òrgans legislatius consideren apte per al país.
Azerbaidjan és una república semipresidencialista. El president és elegit pel poble per a un període de 5 anys. El poder legislatiu està en mans de l'Assemblea Nacional, un organisme monocameral triat per sufragi universal per a un període de 5 anys i que consta de cent vint membres.
La majoria d'edat està establerta en 18 anys. La religió està separada del Govern i la llei garanteix la llibertat de culte.

## Història política
El 1990, el Consell Suprem de l'RSS de l'Azerbaidjan va retirar les paraules "Socialista Soviètica" del nom oficial del país; aprovar la Declaració de Sobirania de la República de l'Azerbaidjan i va restaurar la bandera de la República Democràtica de l'Azerbaidjan. El 8 de setembre de 1991 va ser elegit un president en eleccions nacionals.
El 18 d'octubre de 1991, del Consell Suprem de l'Azerbaidjan va adoptar una declaració d'independència que va ser afirmada per un referèndum nacional al desembre següent quan la Unió Soviètica es va dissoldre oficialment. Els primers anys d'independència van ser eclipsats per la Guerra de Nagorno-Karabakh, en què la població armènia d'aquesta regió pretenia la separació de l'Azerbaidjan i la unió a Armènia. Al final de les hostilitats en 1994, Azerbaidjan va perdre el control de fins al 16% del seu territori, inclosos els de Nagorno-Karabakh, mar que es van constituir a la República de Nagorno-Karabakh. En 1993 el President Ebulfez Elcibeg va ser enderrocat per Heidar Aliev, l'exlíder soviètic de l'Azerbaidjan.
El 1995, es va evitar un intent de cop d'estat per part del comandant de la policia militar, el qual es va saldar amb la mort d'aquest últim i la dissolució de la policia militar Azerbaidjan.
Ilham Alíev va succeir al seu pare com a President el 2003.

## Democràcia i drets humans
En l'índex de democràcia de 167 països de la revista The Economist apareix en el lloc 129 en 2008, i mereix el rètol de "autoritari" amb una puntuació de 3,31 sobre 10. En el seu informe més recent, l'organització conservadora Freedom House l'ha declarat "no lliure" (amb una puntuació de 6 en l'índex de drets polítics i de 5 en el de llibertats civils, sent 7 el més autoritari i 1 el més democràtic).
En matèria de drets humans, respecte a la pertinença en els set organismes de la Carta Internacional de Drets Humans, que inclouen al Comitè de Drets Humans (HRC), Azerbaidjan ha signat o ratificat.